# Suhre
Il Suhre (anche Sure) è un affluente di destra del fiume Aar in Svizzera. Raggiunge la lunghezza di 34 km.
Prende inizio dal lago di Sempach nel Canton Lucerna e confluisce nell'Aar nei pressi di Aarau nel Canton Argovia. Il suo affluente principale è il Wyna.